# Merlin Pickups
Merlin Pickups – polski producent przetworników gitarowych. Firma powstała 1991 w Olsztynie z inicjatywy Zbigniewa Wróblewskiego współzałożyciela zespołu Vader. Od tej pory firma wprowadziła do swojego katalogu ponad 70 różnych modeli przetworników gitarowych i basowych. Poza modelami „katalogowymi” firma Merlin Pickups wykonuje również przetworniki na specjalne zamówienia (custom). W 2009 roku firma wprowadziła do sprzedaży model „Eclipse active”, tym samym stając się pierwszą polską firmą produkującą przetworniki aktywne. Wśród wykonawców stosujących wyroby Merlin Pickups są m.in. takie grupy jak: Vader, Riverside, Maanam, De Mono, Armia, Sweet Noise, Big Day, Plateau, Harlem, Christ Agony, CETI, Hunter, Kangaroz, Blue Cafe, Kuśka Brothers, Divine Insanity, Holy Smoke, Antigama oraz wielu innych.